# Алибеков, Гасан Рамазанович
Гасан Рамазанович Алибеков (1 августа 1959, с. Кассагумахи, Акушинский район, Дагестанская АССР, РСФСР, СССР) — российский спортсмен и тренер по армспорту (армрестлинг); Заслуженный тренер России, судья международной категории, вице-президент Российской ассоциации армспорта.

## Биография
Занимался армспортом с 1993 года, затем стал тренером по армрестлингу в Дагестане, считается основателем этого вида спорта в республике.
Дважды Гасан Алибеков признавался Всемирной федерацией армспорта (WAF) лучшим тренером мира. В числе его воспитанников — Тагир Магомедов (тоже стал тренером), Юсуп Юсупалиев, Карим Шехсаидов и другие.
Позже — тренер-преподаватель по армспорту в специализированной детско-юношеской школе олимпийского резерва им. Али Алиева и главный тренер сборной Дагестана по армспорту. Лучший тренер по армреслингу Дагестана 2013 года.
В 2015 году Алибекову было присвоено звание Почётного гражданина города Махачкалы.

## Известные воспитанники
- Эльдаров, Абдула Магомедович — многократный чемпион мира и Европы;
- Шихметова, Зульфия Гульметовна — призёр чемпионата мира и Европы;
- Салихов, Нариман Рамазанович — призёр чемпионата мира;
- Меджидов, Мурад Гасанович — призёр чемпионата мира;
- Исмаилов, Исмаил Хажаевич — призёр чемпионата мира;
- Рамазанов, Арсен Магомедович — призёр чемпионата мира;
- Арзуманов, Сурен Александрович — двукратный чемпион Европы.
- Шихметов, Шухрат Гульметович — чемпион Европы;
- Маликов, Руслан Магомедович — чемпион Европы;
- Рабаданов, Рабадан Магомедалиевич — чемпион Европы;
- Халиков, Магомедвели Джаврудинович — чемпион России;